# En∞Voyage
『En∞Voyage』（エン・ボヤージュ）は、東北放送ラジオ（tbcラジオ）で毎週月曜 - 木曜の午前に放送されている生放送のラジオ番組。
本項目では、2021年10月1日に金曜日の放送をリニューアルした『En∞Voyageフライデー2』（エン・ボヤージュ フライデーフライデー）についても記述する。

## 概要
2018年秋の番組改編で、同時間帯に放送されていた『COLORS』の終了に伴い、同年10月1日に放送開始。平日午前の番組では15年半ぶりの刷新となった。
番組タイトルは、フランス語で「旅の途中」を意味する言葉が語源となっている。コンセプトは、「リスナーの人生という旅をラジオを通してより豊かに」。また、番組内で放送される楽曲が増えていること、想定されるリスナーの対象世代を広げていることが前番組と異なっている。
2021年10月1日から、金曜日は『En∞Voyageフライデー2』とリニューアルし、2020年から放送されている「ラジオな気分フライデー²」と合わせて7時間「フライデー²」として、石川太郎がパーソナリティを務める。

## 放送時間
現在
- 2023年10月2日 - ：8:30 - 11:30

過去
- 2018年10月1日 - 2020年9月24日：9:00 - 12:00 [3][4]
- 2020年9月27日 - 2023年9月29日：9:00 - 11:30 [5]

## パーソナリティ
特記事項のないパーソナリティは、全員tbcアナウンサー。当日のパーソナリティが休養等で不在の場合は、ほかの曜日のパーソナリティが担当する場合もある。

### 現在のパーソナリティ
「En∞Voyage」
月曜
- 玉置佑規

火曜
- 増子華子

水曜
- 大久保悠（水曜、- 2023年3月まで、2024年7月 -、2023年10月より「希望音楽会」の担当をしている。）

木曜
- 守屋周

「En∞Voyage フライデー²」
- 石川太郎（フリーアナウンサー [注釈 2]）

「希望音楽会」（番組内コーナー）
月曜 - 金曜
- 大久保悠（2023年10月2日 - 、収録放送）

### 過去のパーソナリティ
- 飯野雅人（月曜、2020年3月まで）[3]
- 佐々木真奈美（タレント）（水曜→木曜、2020年9月まで）[3]
- 佐々木淳吾（火曜、2021年3月まで）[3]
- 名久井麻利 （元TBCアナウンサー）（木・金曜→金曜→木曜、2021年6月まで）[注釈 3][3]
- 安東理紗（元TBCアナウンサー）（金曜→水曜、2022年3月まで）
- 熊谷望那（木曜→月曜→水曜、2024年7月まで）
- 須口まき（ラジオDJ）（木曜→火曜、2025年3月まで）

| 期間                                                               | 期間       | 月曜日   | 火曜日     | 水曜日       | 木曜日       | 金曜日     |
| ------------------------------------------------------------------ | ---------- | -------- | ---------- | ------------ | ------------ | ---------- |
| 2018.10.01                                                         | 2020.03.27 | 飯野雅人 | 佐々木淳吾 | 佐々木真奈美 | 名久井麻利   | 名久井麻利 |
| 2020.03.30                                                         | 2020.09.25 | 石川太郎 | 佐々木淳吾 | 大久保悠     | 佐々木真奈美 | 名久井麻利 |
| 2020.09.28                                                         | 2021.03.26 | 石川太郎 | 佐々木淳吾 | 大久保悠     | 名久井麻利   | 安東理紗   |
| 2021.03.29                                                         | 2021.04.30 | 石川太郎 | 増子華子   | 大久保悠     | 名久井麻利   | 安東理紗   |
| 2021.05.03                                                         | 2021.06.25 | 石川太郎 | 増子華子   | 週替わり     | 名久井麻利   | 安東理紗   |
| 2021.06.28                                                         | 2021.09.24 | 石川太郎 | 増子華子   | 週替わり     | 須口まき     | 安東理紗   |
| 2021.09.27                                                         | 2022.04.01 | 石川太郎 | 増子華子   | 安東理紗     | 熊谷望那     | 石川太郎1  |
| 2022.04.04                                                         | 2022.04.29 | 石川太郎 | 増子華子   | 週替わり     | 熊谷望那     | 石川太郎1  |
| 2022.05.02                                                         | 2022.07.01 | 石川太郎 | 増子華子   | 大久保悠     | 熊谷望那     | 石川太郎1  |
| 2022.07.04                                                         | 2023.03.31 | 石川太郎 | 須口まき   | 大久保悠     | 熊谷望那     | 石川太郎1  |
| 2023.04.03                                                         | 2024.03.29 | 熊谷望那 | 須口まき   | 増子華子     | 守屋周       | 石川太郎1  |
| 2024.04.01                                                         | 2024.07.12 | 守屋周   | 須口まき   | 熊谷望那     | 増子華子     | 石川太郎1  |
| 2024.07.15                                                         | 2025.03.24 | 守屋周   | 須口まき   | 大久保悠     | 増子華子     | 石川太郎1  |
| 2025.03.31                                                         | 現在       | 玉置佑規 | 増子華子   | 大久保悠     | 守屋周       | 石川太郎1  |
| - １ 2021年10月1日から金曜日は『En∞Voyageフライデー2』として放送。 |            |          |            |              |              |            |

## 主なコーナー
- ウェザーコンパス - TBC気象台の気象予報士による生解説。
- 河北新報朝刊拾い読み[注釈 4]
- パーソナリティー’ズ ノーズ - 各曜日のパーソナリティによるフリートークコーナー[6]。
- 希望音楽会[6]
- 11時のコンシェルジュ
- すぐそこリゾート! 宮城蔵王ボヤージュ（隔週火曜）
- はいうぇい 人・街・ネット（企画ネット番組、木曜）
- 耳より! ～あ・ら・伊達な通信～（隔週火曜）
- JA新みやぎのわ・わ・わ（第1週・第3週 金曜）
- 地元応援！今を乗り切る！あの街その店この会社（水曜）
- 一枚の写真（金曜）
- tbcニュース、河北新報ニュース
- 天気予報、交通情報

### 過去のコーナー
- 方言でござりす（担当：佐々木真奈美、『COLORS』から継続）